# Campylaspis affinis
Campylaspis affinis is een zeekommasoort uit de familie van de Nannastacidae. De wetenschappelijke naam van de soort is voor het eerst geldig gepubliceerd in 1870 door Sars.